# چریش
چریش درختی است زودرشد از تیرهٔ زیتون تلخیان (Meliaceae)، افراسانان(Sapindales).
چریش یکی از دو گونه در جنس آزاددرخت‌ها (Azadirachta) است. نام این سرده (جنس) یعنی Azadirachta در زبان‌های اروپایی از واژهٔ فارسی «آزاددرخت» گرفته شده‌است.
چریش یا نیم، بومی شبه قاره هند و میانمار است و در نواحی گرمسیری و نیمه‌گرمسیری می‌روید. همچنین این گیاه در جنوب شرق بلوچستان هم به کثرت یافت می‌شود.
نام چریش در زبان سواحلی (در خاور آفریقا) مواروبائینی (Mwarobaini) است که «درخت ۴۰» معنی می‌دهد زیرا به باور عوام این درخت ۴۰ بیماری مختلف را درمان می‌کند.
روغن گیاه «چریش»: روغن چریش که از دانه‌های این گیاه با نام علمی «Azadirachta indica» گرفته می‌شود، بومی هند و بخش‌های دیگر آسیاست. همچنین در برخی انواع شامپوها از این روغن استفاده می‌شود که می‌تواند گزینه خوبی برای افرادی باشد که پوست سر آنان خشک و پوسته پوسته می‌شود. داروی چریش برای رفع مشکلات پوستی و لکه‌های آن مفید و ضد باکتری و قارج می‌باشد، تصفیه‌کننده خون و برافروخته‌کننده رنگ پوست است.
در طب قدیم ایرانی، حکیم عقیلی آن را محلل و منضج می‌داند. او در قرابادین شیوه ساخت مرهم، روغن و حلوای چریش را آورده‌است.

## نگارخانه

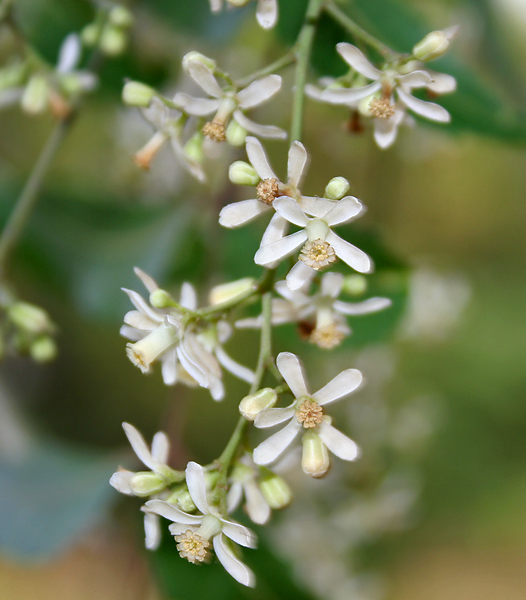
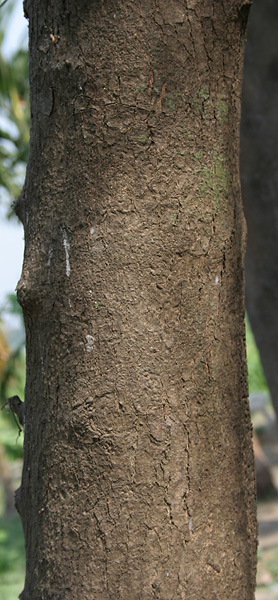
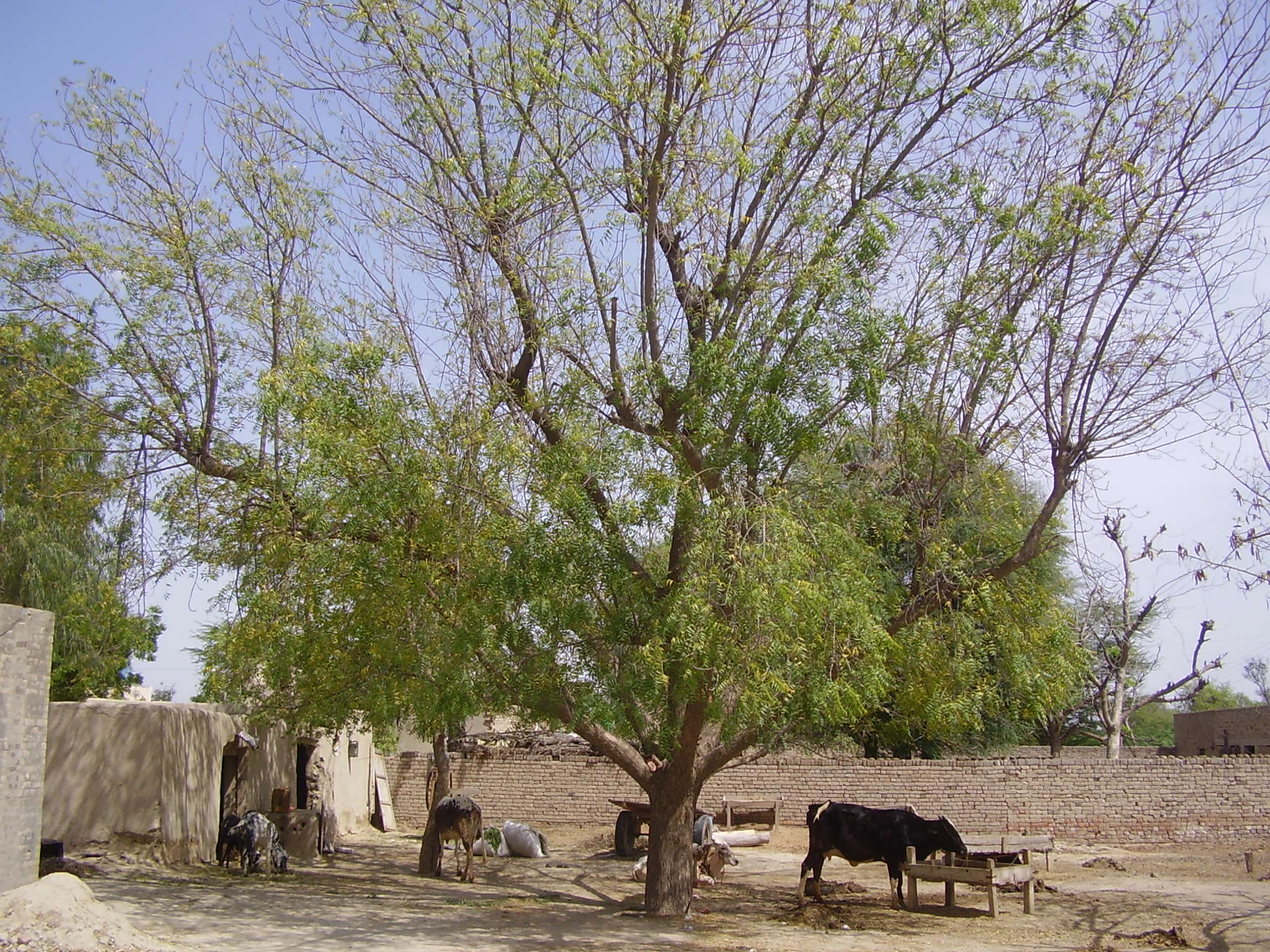
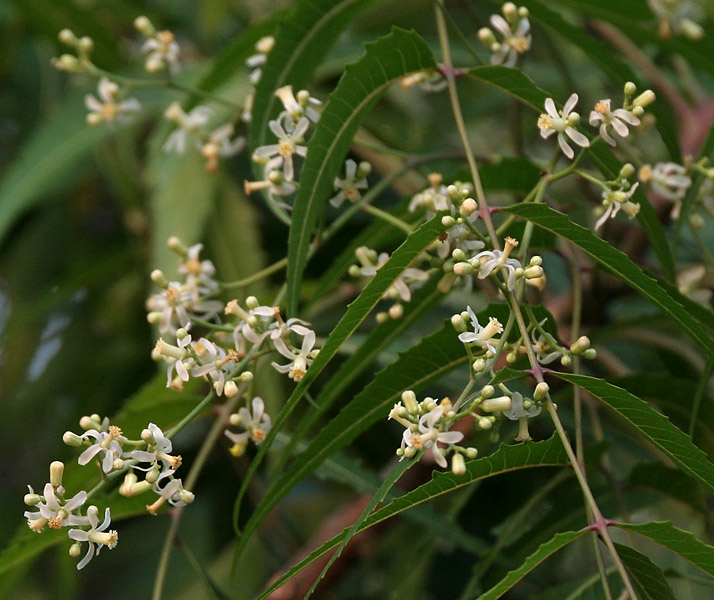
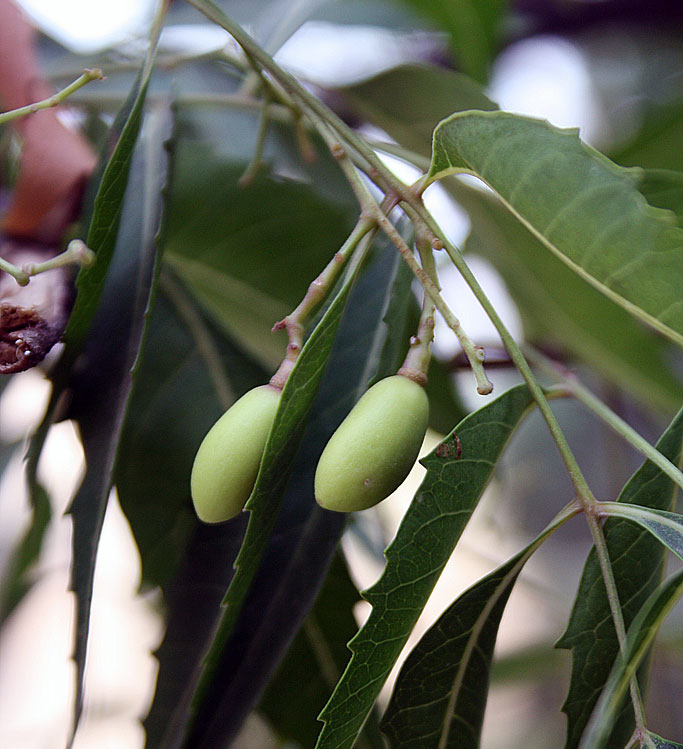
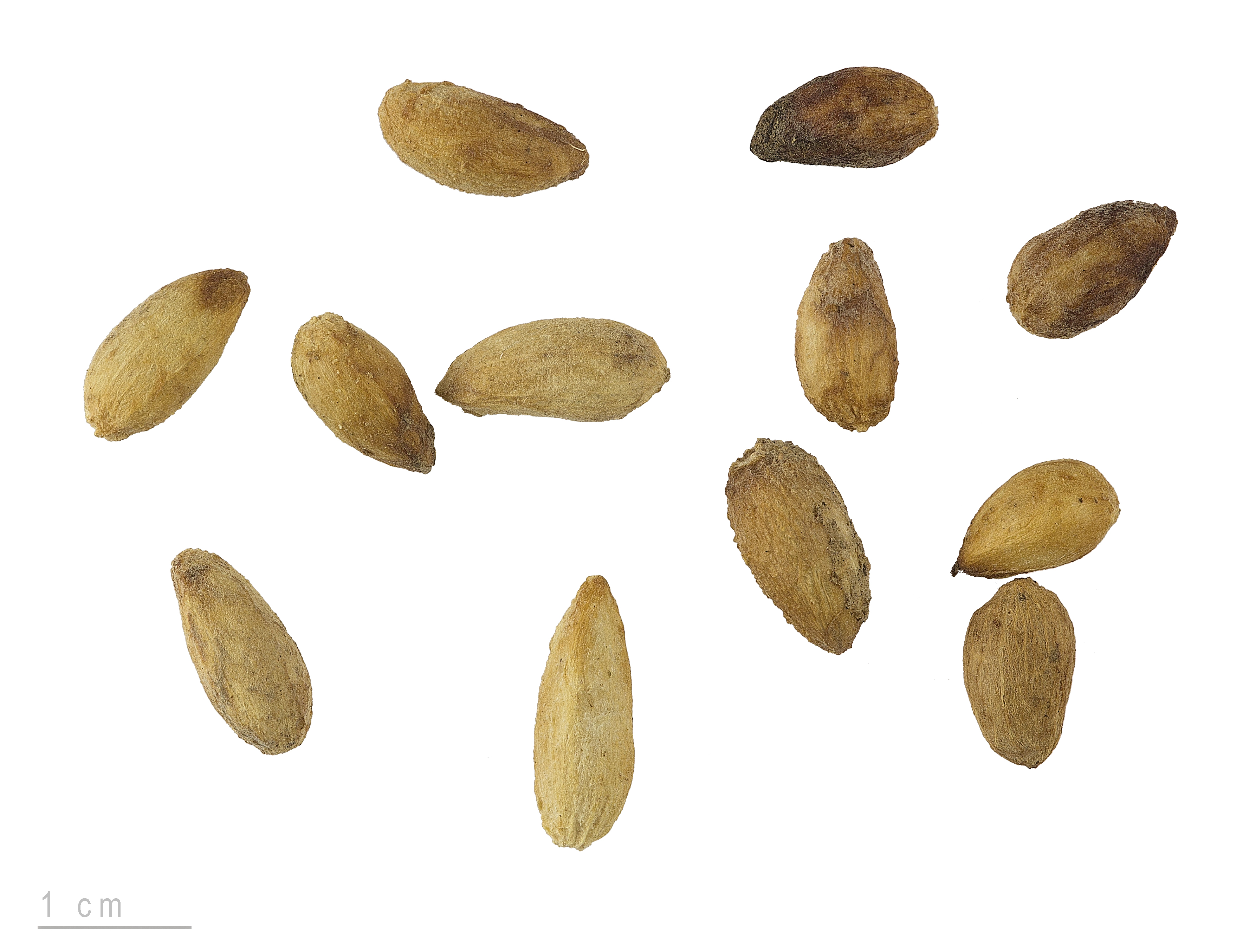
Azadirachta indica - Museum specimen